# Bateria automotiva

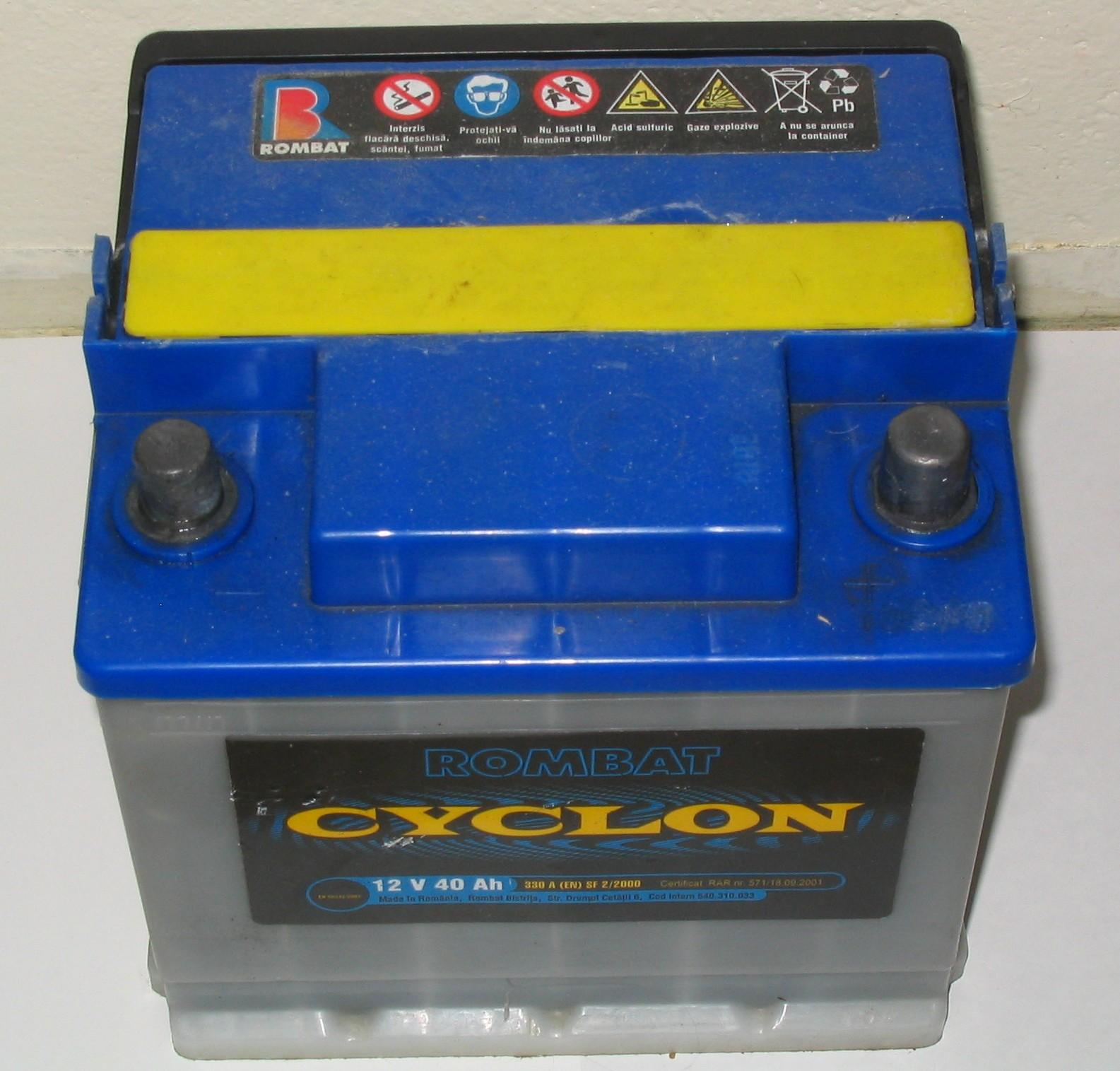
Uma típica bateria automotiva

Uma bateria automotiva é um tipo de bateria recarregável que fornece energia elétrica para um automóvel. Geralmente isso faz referência a uma bateria SLI (partida, iluminação, ignição) para alimentar o motor de arranque, as luzes e o sistema de ignição do motor de um veículo.

## História da Bateria Automotiva
A história da bateria Automotiva começa no século XIX. Antes da invenção das baterias, os experimentadores usavam frascos de Leyden para armazenar carga elétrica. No entanto, esses dispositivos, uma forma inicial de capacitor, armazenavam sua carga fisicamente e a liberavam de uma vez, o que era impraticável para muitas aplicações.

### Gaston Planté e a Bateria de Chumbo-Ácido

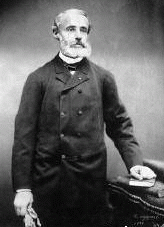
Gaston Planté

Em 1859, o físico francês Gaston Planté inventou a primeira bateria recarregável, a bateria de chumbo-ácido. Esta bateria foi desenvolvida como a primeira bateria elétrica recarregável comercializada para uso comercial e é amplamente utilizada em automóveis.
O modelo inicial de Planté consistia em um rolo espiral de duas folhas de chumbo puro, separadas por um pano de linho e imersas em uma solução de ácido sulfúrico em um frasco de vidro. Esta bateria era capaz de armazenar uma quantidade útil de energia elétrica, algo que as células de Daniell, as melhores baterias disponíveis na época, não conseguiam fazer devido à sua reação química irreversível.
A bateria de Planté simplificou o modelo de Daniell ao usar um único eletrólito para ambos os eletrodos. No entanto, a diferença mais marcante na bateria de Planté era que sua reação química era reversível. Ou seja, invertendo o fluxo normal de elétrons de negativo para positivo (realizado por outra fonte externa de corrente elétrica), a bateria poderia ser recarregada.
Embora a bateria de Planté fosse capaz de fornecer grandes correntes recarregáveis, ela não podia fazê-lo por muito tempo. O cátodo de dióxido de chumbo limitava a vida útil da bateria porque tinha pouco material ativo disponível para a reação química. No entanto, a bateria funcionava bem em aplicações que exigiam rajadas curtas e poderosas de eletricidade, como alimentar as luzes dos vagões de trem enquanto estavam parados.